# Бистензе
Бистензе (нем. Bistensee (Gemeinde)) — посёлок в Германии, в земле Шлезвиг-Гольштейн.
Входит в состав района Рендсбург-Экернфёрде. Подчиняется управлению Хюттен. Население 259 чел. Занимает площадь 5,87 км². Официальный код — 01 0 58 017.